# Kerem Atakan Kesgin
Kerem Atakan Kesgin (* 5. November 2000 in Turhal) ist ein türkischer Fußballspieler.

## Karriere

### Verein
Kesgin begann mit dem Vereinsfußball 2011 in der Jugend des Amateurvereins Turhal Gençlerbirliği. Anschließend spielte er für die Nachwuchsabteilung von Bucaspor und wurde dort im April 2017 Profifußballer. Nach etwa neun Monaten wurde er vom Stadtrivalen und Erstligisten Göztepe Izmir verpflichtet.

### Nationalmannschaft
Kesgin startete seine Länderspielkarriere im Januar 2015 mit einem Einsatz für die Türkische U-15-Nationalmannschaft.
Mit der Türkischen U-17-Nationalmannschaft nahm er an der U-17-Europameisterschaft 2017 teil und erreichte das Halbfinale.

## Erfolge
Mit Sivasspor
- Türkischer Pokalsieger: 2022

Mit der türkischen U-16-Nationalmannschaft
- Sieger im Ägäis-Pokal: 2016

Mit der türkischen U-17-Nationalmannschaft
- Dritter der U-17-Europameisterschaft: 2017
- Teilnehmer an der U-17-Weltmeisterschaft: 2017